# Саво

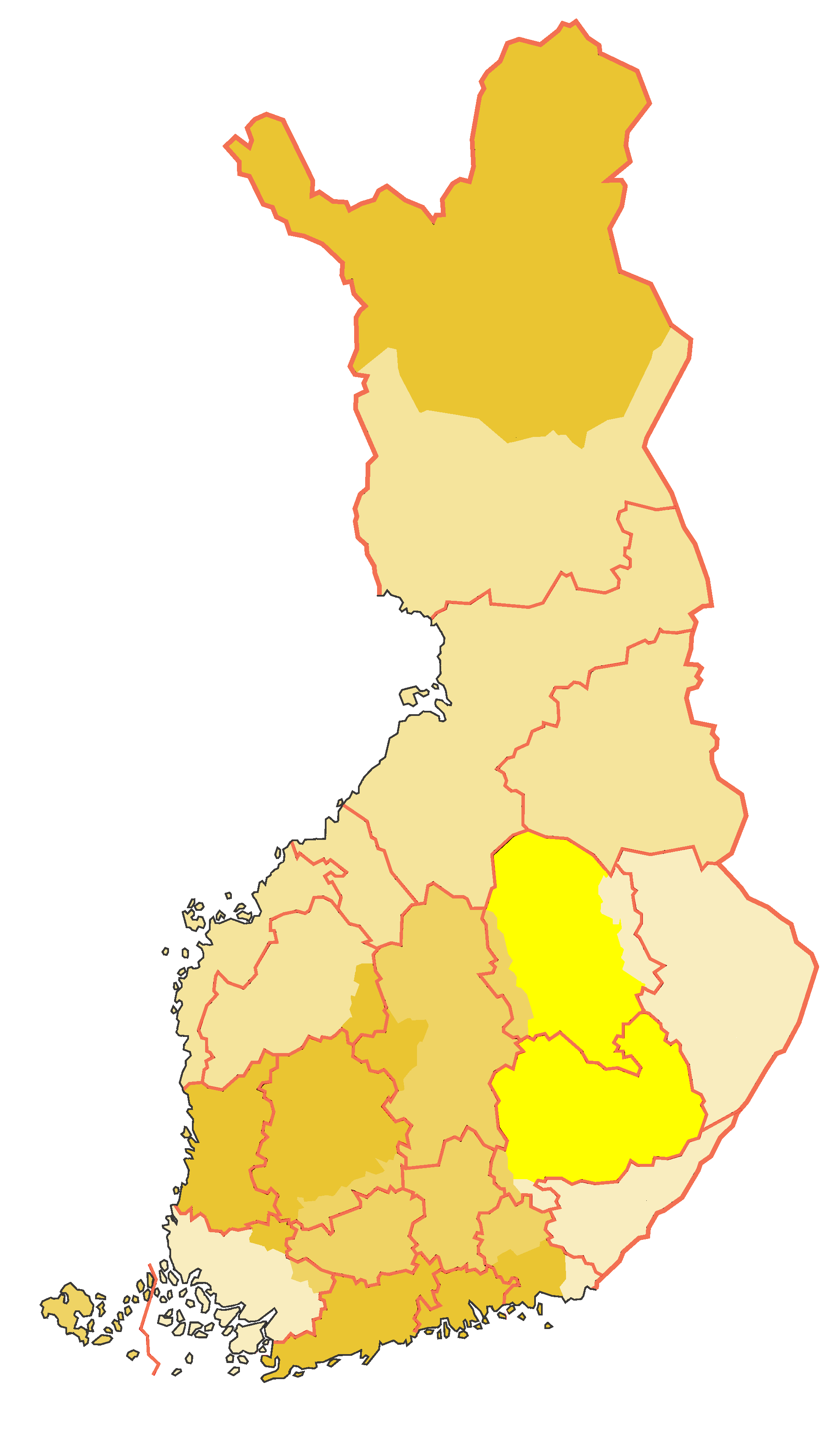
Саво на карте Финляндии (выделена светло-жёлтым цветом).
Красным даны границы современных провинций

Саво (фин. Savo, также Саволакс от швед. Savolax, Савония от лат. Savonia) — историческая провинция Финляндии в восточной части страны, между Карелией и Хяме, в настоящее время разделённая между провинциями Южное Саво и Северное Саво. Столица — город Савонлинна. Территория Саво стала ядром формирования одной из народностей финского этноса — савакотов.

## История Саво
Саво (швед. Savolax) — историческая провинция Финляндии в Восточной Финляндии между финской Карелией и Хяме. Она находится на территории двух современных провинций: Этеля-Саво (самая юго-западная часть исторического Хяме и финской Карелии) и Похйойс-Саво (самая западная часть Хяме и самая восточная финская Карелия). Кроме того, Хейнявеси, ранее принадлежавший Этеля-Саво, в начале 2021 года стал частью провинции финская Северная Карелия.
В Саво, состав которого включает также финскую Северную Карелию, Кайнуу, основную часть Центральной Финляндии, Северо-Восточную Финляндию, северо-восточную часть Пяйят-Хяме и Озёрный край Южной Остроботнии, преобладают савоские диалекты.
950—1300 годы были периодом карельского влияния, в деталях которого исследователи не пришли к полному единому мнению. С Саймой было устойчивоее транспортное сообщение из Лаатоки и Карьяланканнаса. За это время Саво в значительной степени стал карельским как в демографическом, так и в культурном отношении. Вероятно, коренное население также слилось с новым населением. Таким образом, жители Саво состоят из трех «слоев»: коренного населения («лаппанцев»), хямяля и карелов.
Согласно Пяхкинесаарискому миру 1323 года, граница между Швецией и Новгородом была проведена между саво и карелами, и провинция Саво перешла под власть Швеции. Население продолжало увеличиваться за счёт карельских поселенцев: например, значительная часть населения переехала в Сяэминки из Карелии в Лаатоке.
Карелы изначально сложились как народ на Карельском перешейке в эпоху позднего Средневековья. Их предки мигрировали из южного Приладожья, обособившись от племени весь (потомки носителей дьяковской культуры, будущие вепсы), обитавшем от Белоозера до Ладоги. До карел здесь уже обитало аборигенное население саамов, промышлявшее охотой и собирательством (культура асбестовой керамики). Особенностью карел было наличие скотоводства (фин. Karja — сельскохозяйственные животные), земледелия (см. калитки), срубных построек и кузнечного дела (см. Ильмаринен). Внутри Карельского перешейка центром исторической Карелии был бассейн реки Вуоксы, где был построен город Корела. С Карельского перешейка карелы заселили Саво, а оттуда проникли к побережью Ботнического залива и Белого моря.
В те столетия, когда Финляндия находилась в составе Швеции, провинция входила в состав земли Эстерландии (Эстерланд, швед. Österland) под именем Саволакс.